# Ilex pubescens
Ilex pubescens — вид квіткових рослин з родини падубових.

## Морфологічна характеристика

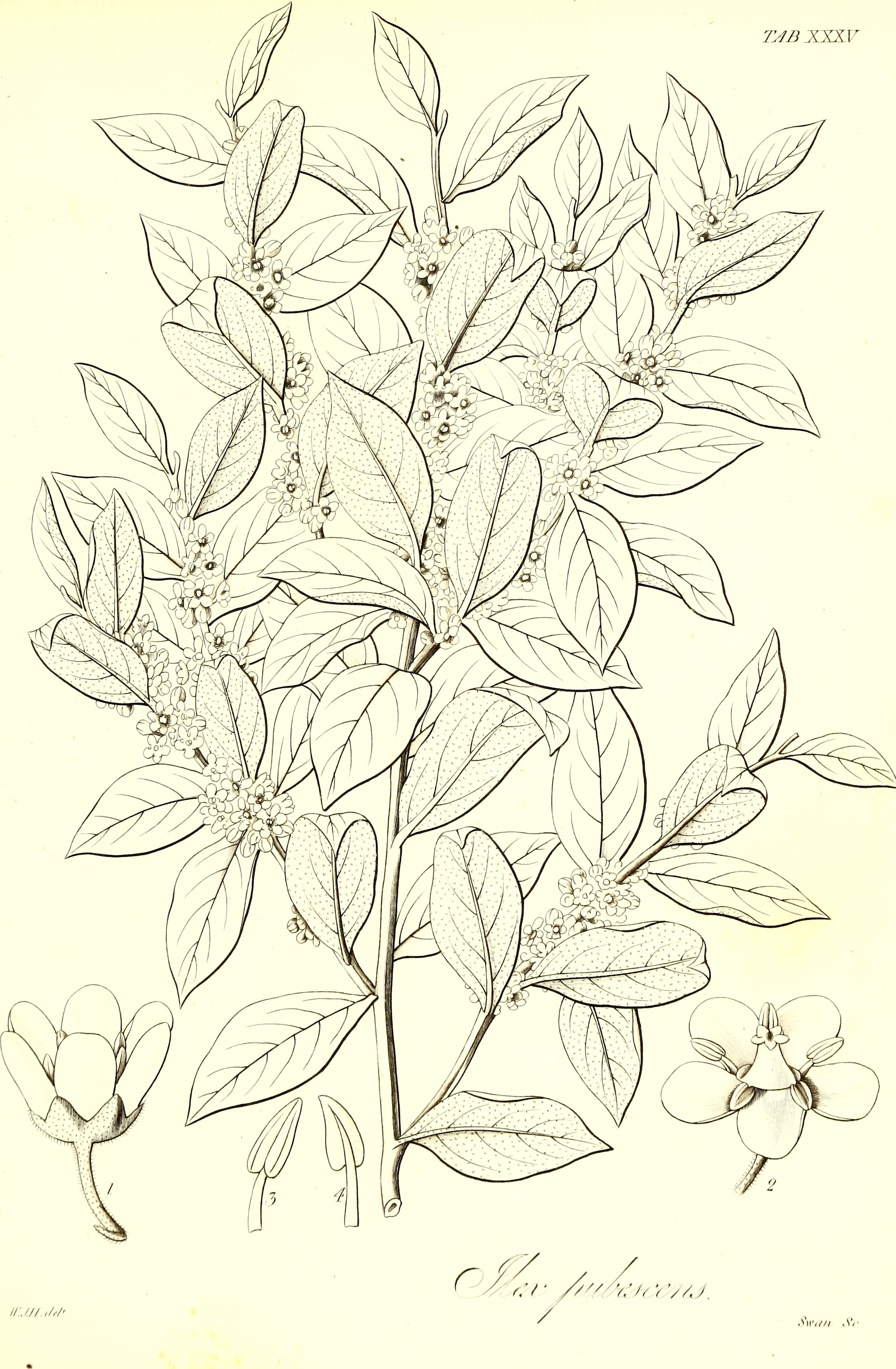

Це вічнозелене невелике дерево чи кущ 3–8 метрів заввишки. Гілочки сіро-коричневі, трохи зигзагоподібні, субчотиригранні, густо ворсисті чи ворсинчасті, поздовжньо-ребристі та складчасті. Прилистки стійкі, шершаві, верхівково загострені. Ніжка листка 2.5–5 мм, густо запушена. Листова пластина оливкова або глибоко оливкова, коли суха, еліптична, довгаста, обернено-яйцювата або вузько-яйцеподібна, 2–6(10) × 1–2.5(7) см, обидві поверхні ворсисті, край розріджено і гостропилчастий або майже суцільний, верхівка гостра або коротко загострена, або різко загострена. Плід червоний, кулястий, 3–4 мм у діаметрі. Квітне у квітні й травні (червні); плодить у серпні — листопаді.

## Поширення
Ареал: пд. Китай, Хайнань, Тайвань. Населяє вічнозелені широколисті ліси, узлісся, чагарники, узбіччя річок, узбіччя доріг.

## Використання
Корінь має протизапальну, протикашльову, сечогінну, відхаркувальну та жарознижуючу дію. Він викликає сильне і стійке розширення кровоносних судин, посилюючи приплив крові до коронарної артерії, знижуючи кров'яний тиск і зменшуючи споживання кисню серцевими м'язами. Застосовується при лікуванні хвороби Бюргера, стенокардії, гострого інфаркту міокарда, тонзиліту, гострого бронхіту з кашлем і виділенням мокротиння, гіпертонічної хвороби. Корінь також використовують для лікування бешихи, опіків, виразок, центрального ретиніту, набряку і болю в яснах. Корінь має антибактеріальну дію проти як грампозитивних, так і негативних бактерій. Рослина судинорозширювальну, гіпотензивну. Він успішно використовується для лікування сильних болів у грудях через коронарні проблеми.